# Diabantia minima
Diabantia minima är en bönsyrseart som beskrevs av Giglio-tos 1915. Diabantia minima ingår i släktet Diabantia och familjen Thespidae. Inga underarter finns listade i Catalogue of Life.